# Старобінський Олексій Олександрович
Олексій Олександрович Старобінський (19 квітня 1948, Москва, РРФСР — 21 грудня 2023) — російський фізик-теоретик, автор робіт з гравітації і космології. Один з творців сучасної теорії народження Всесвіту — теорії інфляції. Академік РАН (2011). Головний науковий співробітник Інституту теоретичної фізики ім. Л. Д. Ландау РАН. Лауреат Премії Грубера з космології (2013).
Спільно з Я. Б. Зельдовичем розрахував кількість частинок і середнє значення тензора енергії-імпульсу квантових полів в однорідній анізотропній космологічній моделі. Разом з ним же продемонстрував Стівену Гокінгу, що відповідно до принципу невизначеності квантової механіки обертові чорні діри повинні породжувати і випромінювати частинки.
У 1991 році виїхав в Еколь Нормаль як запрошений вчений-дослідник, в 2006 році працював в Інституті Анрі Пуанкаре. У 1994 і 2007 роках працював в Юкава-інституті Кіотського університету, в 2000—2001 — в науково-дослідному центрі Раннього Всесвіту Токійського університету.
У 2013 році разом з іншими російськими вченими відмовився вступати до «реформованої» РАН.
Має понад 240 публікацій в наукових виданнях.

## Громадянська позиція
У березні 2014 року, після російської інтервенції в Україну, разом з рядом інших відомих діячів науки і культури Росії висловив свою незгоду з політикою російської влади в Криму. Свою позицію вони виклали у відкритому листі.
Підписав відкритого листа російських науковців та наукових журналістів проти Російського вторгнення в Україну 2022 року.